# Gemini 3
Gemini 3 est la première mission habitée du programme Gemini et la septième mission spatiale habitée américaine. En 2010, la capsule de la mission est exposée au Spring Mill State Park (en) à Mitchell, Indiana, États-Unis.

## Équipage

### Principal
- Virgil I. Grissom (2)[note 1], pilote commandant de bord
- John W. Young (1)[note 1], pilote

### Réserve
- Walter Schirra, pilote commandant de bord remplaçant
- Thomas Stafford, pilote remplaçant

## Objectifs
Ce premier vol habité d'un véhicule du programme Gemini fut surtout un vol d'essai et a été suivi par le centre de contrôle Mercury. Gus Grissom donna le nom de « Molly Brown » à la mission. Il s'agit d'une référence, pleine d'humour, à une comédie alors en vogue à Broadway, laquelle présente la vie de Margaret Brown, survivante du drame du Titanic, surnommée "l'incoulable Molly Brown" ("Unsinkable Molly Brown"). Ce nom a été choisi en raison du fait qu'au terme de la précédente mission de Grissom, Mercury-Redstone 4, en juillet 1961, l'écoutille s'ouvrit sans que cela ait été prévu, l'eau entra rapidement dans la capsule, forçant l'astronaute à en sortir. Il fut sauvé de justesse.
L'insigne de la mission dépeint clairement une capsule Gemini flottant sur l'eau. La NASA refusa le nom et demanda une autre proposition ; l'équipage suggéra alors "Titanic", refusé également. "Molly Brown" resta. Ce fut la dernière fois qu'une mission était nommée par un astronaute.
Le principal objectif de ce vol était de tester la manœuvrabilité du nouveau vaisseau Gemini. Dans l'espace, l'équipage mit à feu des moteurs de poussée pour changer la forme ou le plan de l'orbite en douceur et pour descendre vers une orbite plus basse.
Une expérience secondaire embarquée consiste à étudier la fécondation d'œufs d'oursins et le développement des embryons en apesanteur.
Gemini 3 fut le premier vol américain à deux astronautes et le premier vol où, au cours de la rentrée, on pouvait créer de la portance pour modifier le point de toucher à la surface.

## Déroulement du vol

### Apport technologique
Lors de la mise en orbite de la fusée, un explosif mis au point au cours du programme sectionne les étages de l'appareil.
Cet explosif s'appelle le Jetaxe et est utilisé par la suite sous le nom de Jetcord pour démolir les bâtiments avec une grande précision en les découpant de la même manière que la fusée du programme Gemini 3 ,. L'explosif Jetaxe est produit par la firme Explosive Technology inc.

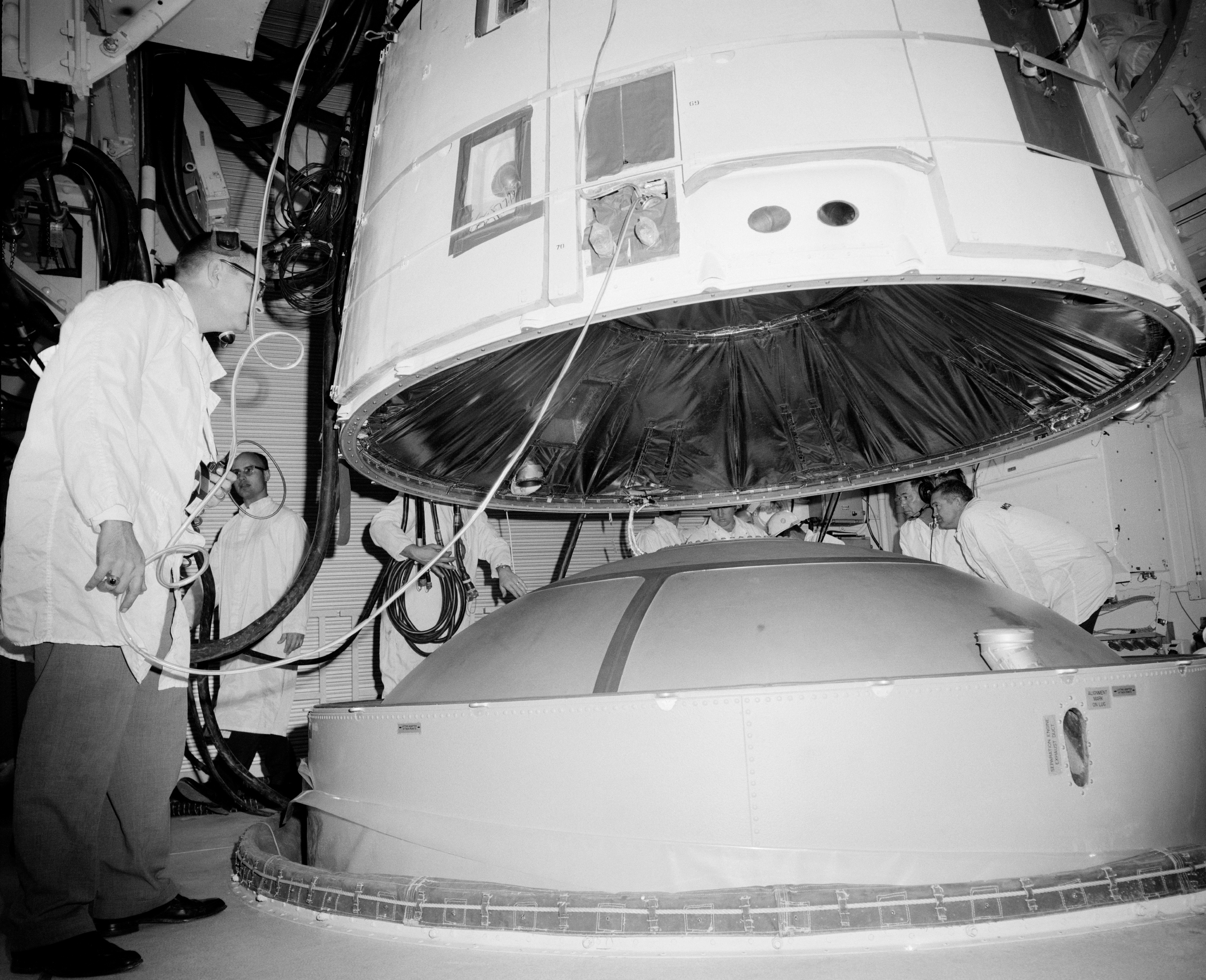
La conception de la fusée du programme Gemini 3 permettait une séparation des différents étages une fois l'appareil placé en orbite.

### Incidents
Prévu pour le 22 mars 1965, le vol est reporté de 24 heures pour permettre le lancement de la sonde lunaire Ranger IX.
Le seul incident du vol a impliqué un sandwich au corned beef, apporté par Young en cachette. Si Grissom, commandant de la mission, parut plutôt amusé, ce ne fut pas le cas des médecins de la NASA.
À l'amerrissage, la capsule Gemini touche les flots à plus de 90 km du porte-avion USS Intrepid, contre 8 km attendus.

## Sources
- (en) Cet article est partiellement ou en totalité issu de l’article de Wikipédia en anglais intitulé « Gemini 3 » (voir la liste des auteurs).